# 岩崎正三郎
岩崎 正三郎（いわさき しょうざぶろう、1901年〈明治34年〉1月10日 - 1983年〈昭和58年〉5月4日）は、日本の社会運動家、政治家、参議院議員（1期）。

## 経歴
栃木県下都賀郡藤岡町（現栃木市）で生まれた。1924年、拓殖大学を卒業。同年、報知新聞社に記者として入社し、1925年に退社した。
1927年、日本労農党に加わり、同党関西事務局書記長、全国労農青年同盟書記長、全国大衆党中央委員、日本大衆党中央委員、社会大衆党中央委員などを歴任し、労働運動、農民運動を指導。1934年、社会活動から身を引き東京製鐵社員となる。
戦後、日本社会党に入党し、栃木県労働組合協議会の結成に関わった。1947年4月、第1回参議院議員通常選挙に栃木県地方区から立候補して当選し、参議院議員を1期務めた。この間、日本社会党中央執行委員、参議院郵政委員長などを歴任し、その他、栃木県藤岡町農地委員会会長を務めた。
1971年4月の春の叙勲で勲三等に叙され、旭日中綬章を受章する。
1983年5月4日、死去した。82歳没。同月10日、特旨を以て位記を追賜され、死没日付をもって正五位に叙された。